# Wallops Flight Facility
Wallops Flight Center je malý americký kosmodrom na ostrově Wallops (symbol WI) u východního pobřeží USA.

## Historie vzniku

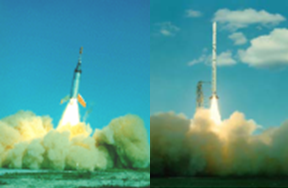
Rakety Little Joe (vlevo) a Scout (vpravo) startovaly na Wallops při testech komponent kosmických lodí Mercury a Apollo

Přímo při východním pobřeží amerického státu Virginie leží v Atlantském oceánu ostrov Wallops, na němž roku 1945 vznikla Výzkumná stanice bezpilotních prostředků. Tu zprvu spravovala NACA, po vzniku Národního úřadu pro letectví a kosmonautiku v roce 1958 to je NASA. Kosmodrom je podřízen nedalekému Goddardovu kosmickému středisku ve státě Maryland.

## Popis základny
Ostrov je plochý, dlouhý 9,5 km, široký nejvíce 800 metrů. Je zde postaveno sedm areálů s řadou ramp, letiště s radarovou věží, komunikační centrála, pomocná technická zařízení včetně meteorologické stanice. Pro veřejnost bylo postaveno návštěvnické středisko, kde je řada fotografických materiálů, modelů a dalších exponátů z historie kosmonautiky.
Střelecký sektor, kam dopadají odhozené stupně raket, míří na východ nad Atlantský oceán.

## Využití
V prvních letech po skončení druhé světové války odtud startovaly modely letadel s raketovým pohonem a malé rakety. První byla 4. července 1945 raketa Tiamat. Později se odtud vypouštěly sondážní výškové rakety a postavila se také rampa pro rakety Scout používané k vynášení malých družic. Tento druh raket odtud letěl poprvé 16. února 1961 při vynesení družice Explorer-9. V letech 1959 – 1961 zde probíhaly testy únikového systému kosmické lodi Mercury. Kolem roku 2000 byla základna využívána ke startům sondážních raket, až 300 ks ročně.
Ve čtvrtek 9. ledna 2014 odtud vystartovala raketa Antares s nákladní lodí Cygnus k Mezinárodní vesmírné stanici (ISS). Byl to komerční let společnosti Orbital Sciences.